# La Couleur de l'argent
Série
L'Arnaqueur
(1961)
Pour plus de détails, voir Fiche technique et Distribution.
La Couleur de l'argent (The Color of Money) est un film américain réalisé par Martin Scorsese et sorti en 1986. C'est la suite du film L'Arnaqueur réalisé par Robert Rossen et sorti en 1961. Il s'agit d'une adaptation cinématographique du roman de Walter Tevis paru en 1984. Toutefois, l'intrigue diffère significativement de celle du livre, notamment dans l'absence des personnages initiaux du roman à l'exception du personnage de Felson.
Le film reçoit de bonnes critiques et connait le succès commercial. Paul Newman reçoit par ailleurs l'oscar du meilleur acteur pour son rôle.

## Synopsis
Eddie « le fortiche » Felson (« Fast Eddie » en VO), est un ancien joueur de billard américain qui s'est retiré sous la pression des gangsters. Il fait la connaissance de Vincent, un jeune et prometteur joueur de billard qui lui rappelle une jeune image de lui-même. Eddie lui propose de lui enseigner les secrets du billard et de devenir un pro de l'arnaque. Après quelques hésitations Vincent accepte et Eddie l'emmène, lui et sa petite amie Carmen, dans une tournée des salles de billards à travers le pays.
Cependant, la tendance de Vincent à trop faire étalage de son talent leur fait perdre beaucoup d'argent et les deux protagonistes se retrouvent en situation de rivalité. Finalement lors d'un grand tournoi, Vincent inverse la tendance et donne une bonne leçon à Eddie.

## Fiche technique
Sauf indication contraire, les informations mentionnées dans cette section peuvent être confirmées par les bases de données cinématographiques IMDb et Allociné,  présentes dans la section « Liens externes ».
- Titre original : The Color of Money
- Titre français et québécois : La Couleur de l'argent[2]
- Réalisateur : Martin Scorsese
- Scénario : Richard Price et Ron Shelton[3], d'après le roman The Color of Money de Walter Tevis
- Musique : Robbie Robertson et Eric Clapton
- Décors : Boris Leven
- Costumes : Richard Bruno
- Photographie : Michael Ballhaus
- Son : Tom Fleischman, Skip Lievsay
- Montage : Thelma Schoonmaker
- Production : Irving Axelrad et Barbara De Fina
  - Production associée : Dodie Foster
- Sociétés de production : Touchstone Pictures et Silver Screen Partners II
- Société de distribution : Buena Vista Pictures
- Budget : 10 millions de $[4],[5]
- Pays de production :  États-Unis
- Langues originales : anglais, espagnol
- Format : couleur (DeLuxe) — 35 mm — 1,85:1 —  son Dolby stéréo
- Genre : drame, sport
- Durée : 119 minutes
- Dates de sortie[6] :
  - États-Unis, Québec : 17 octobre 1986[2]
  - France : 11 mars 1987[7] ; octobre 1987 (Festival du Film Méditerranéen de Montpellier)
- Classification :
  - États-Unis : les enfants de moins de 17 ans doivent être accompagnés d'un adulte (R – Restricted)
  - France : tous publics[8]
  - Québec : tous publics (G - General Rating)[2]

## Distribution
- Paul Newman (VF : Jean-Claude Michel) : Eddie Felson, dit « le fortiche » (« Fast Eddie » en VO)
- Tom Cruise (VF : Patrick Poivey) : Vincent Lauria
- Mary Elizabeth Mastrantonio (VF : Marie-Christine Darah) : Carmen
- Helen Shaver (VF : Perrette Pradier) : Janelle
- John Turturro (VF : José Luccioni) : Julian
- Forest Whitaker (VF : Med Hondo) : Amos
- Bill Cobbs (VF : Robert Liensol) : Orvis
- Grady Matthews (VF : Jean-Pierre Moulin) : Dud
- Iggy Pop : un joueur
- Richard Price : l'homme qui appelle Dud

## Production
Le tournage a lieu dans l'Illinois (Chicago, Highland Park, Forest Park) ainsi qu'à Atlantic City dans le New Jersey.

## Musique

### Musique préexistante
- One More Night par Phil Collins.

### Bande originale
La bande originale du film est sortie sur MCA Records en 1986. Elle est produite par Robbie Robertson.
Liste des titres
1. Who Owns This Place? – Don Henley
2. It's in the Way That You Use It – Eric Clapton, Robbie Robertson
3. Let Yourself In For It – Robert Palmer
4. Don't Tell Me Nothin' – Willie Dixon
5. Two Brothers And A Stranger – Mark Knopfler
6. Standing On The Edge Of Love – B. B. King
7. Modern Blues – Robbie Robertson
8. Werewolves Of London – Warren Zevon
9. My Baby's In Love With Another Guy – Robert Palmer
10. The Main Title – Robbie Robertson

## Accueil

### Accueil critique
Le film reçoit un accueil critique très favorable, recueillant sur le site agrégateur de critiques Rotten Tomatoes un score de 87 % de critiques positives, avec une note moyenne de 6,9/10 sur la base de 47 critiques collectées.

### Box-office
Le film connait un certain succès commercial, rapportant environ 52 293 000 $ au box-office en Amérique du Nord pour un budget de 10 000 000 $. En France, il a réalisé 1 167 887 entrées.

## Distinctions

### Récompenses

#### 1986
- National Board of Review : meilleur acteur pour Paul Newman

#### 1987
- Oscars : Oscar du meilleur acteur pour Paul Newman

### Nominations

#### 1986
- New York Film Critics Circle Awards :
  - Meilleur acteur pour Paul Newman
  - Meilleure actrice dans un second rôle pour Mary Elizabeth Mastrantonio

#### 1987
- Cahiers du cinéma : meilleur film pour Martin Scorsese
- Oscars :
  - Meilleure actrice dans un second rôle pour Mary Elizabeth Mastrantonio
  - Meilleur scénario adapté pour Richard Price
  - Meilleure direction artistique pour Boris Leven (nomination à titre posthume) et Karen O'Hara
- Golden Globes :
  - Meilleur acteur dans un film dramatique pour Paul Newman
  - Meilleure actrice dans un second rôle pour Mary Elizabeth Mastrantonio
- MTV Video Music Awards : meilleur clip vidéo d'un film pour Eric Clapton
- National Society of Film Critics : meilleur acteur pour Paul Newman

### Autres
- Inscription sur la liste des dix meilleurs films du National Board of Review de l'année 1986.